# Wolfgang Lüth
Wolfgang Lüth (Riga, 15 ottobre 1913 – Flensburgo, 14 maggio 1945) è stato un militare tedesco, ufficiale della Kriegsmarine durante la seconda guerra mondiale.
Fu il secondo comandante di sommergibili tedeschi (U-Boot) di maggior successo della seconda guerra mondiale, con un record di 46 navi mercantili affondate oltre al sommergibile francese Doris durante 15 missioni di guerra, per un totale di 225.204 tonnellate di stazza. Fu secondo solo al Korvettenkapitän (capitano di corvetta) Otto Kretschmer, i cui 47 affondamenti ammontarono a 273.043 tonnellate.

## Biografia
Lüth si unì alla Reichsmarine nel 1933. Dopo un periodo di addestramento su navi di superficie, nel 1936 si trasferì al corpo degli U-Boot. Nel dicembre 1939 ricevette il comando dell'U-9 con il quale eseguì sei missioni di guerra, mentre nel giugno 1940 prese il comando dell'U-138 che condusse in due missioni. Nell'ottobre del 1940 si trasferì di nuovo, questa volta sul sommergibile oceanico U-43, che comandò per cinque missioni di guerra. Dopo due missioni sull'U-181, fu decorato con la croce di cavaliere della croce di ferro con foglie di quercia, spade e diamanti, primo degli unici due comandanti di U-Boot ad essere così onorato durante la seconda guerra mondiale (l'altro fu Albrecht Brandi).
Il suo ultimo incarico di servizio fu come comandante dell'Accademia navale di Mürwik vicino a Flensburgo. Nella notte tra il 13 e il 14 maggio 1945, una settimana dopo la fine della guerra, una sentinella tedesca gli sparò accidentalmente uccidendolo. Il 16 maggio 1945 Lüth ricevette l'ultimo funerale di stato organizzato nel Terzo Reich.